# Sholden
Sholden är en ort och civil parish i grevskapet Kent i sydöstra England. Orten ligger i distriktet Dover och är sammanvuxen med staden Deal i öster. Tätorten (built-up area) hade 932 invånare vid folkräkningen år 2021.